# Sint-Eligiuskerk (Kruishoutem)
De Sint-Eligiuskerk is een kerk in het Belgische dorp Kruishoutem dat een deelgemeente van Kruisem is. Deze neogotische kerk werd voltooid in 1855 en kwam in de plaats van een romaanse kerk die te klein was en werd gesloopt. De huidige kerk werd meer zuidwaarts gebouwd omwille van de aanleg van de provinciale weg Oudenaarde-Deinze.
In 1843 was men reeds van plan het koor en de toren te herstellen, alsook het vergroten van de kerk. Nadat enkele plannen werden afgekeurd, werd in 1852 beslist om een volledig nieuwe kerk te bouwen. Dat plan was van architect Pierre Nicolas Croquison (1806-1887). Hij was vooral bekend voor de bouw van kerken, onder andere ook: Izegem, Dentergem, Egem, Bossuit, Wevelgem, Sint-Kruis-Brugge, Kortrijk (Sint-Rochus).
De kerk bevat een orgel met een oorsprong uit de 18de eeuw van de orgelbouwer Van Peteghem.

## Kruis
Een eerste kerk is waarschijnlijk te situeren op de Kapellekouter en had Sint-Pieter als patroonheilige. Later verhuisde men naar de huidige locatie.
Toen heette Kruishoutem nog Hultheim. De verdwenen Merovingische site Houtem of Hultheim (bewoonde kern nabij een bos) is de historische voorloper van de huidige woonkern, die zich op een kruispunt van regionale wegen situeert. Na het ontvangen van een kruisreliek uit het Heilige Land in 1174 werd het voorvoegsel Kruis toegevoegd.
De vernoemde romaanse kerk werd in 1463 nog vergroot met een gotisch koor en kreeg eind 16e eeuw een kruisingstoren. Tot de kerk in de 19e eeuw te klein werd en diende te verdwijnen.

## Galerij

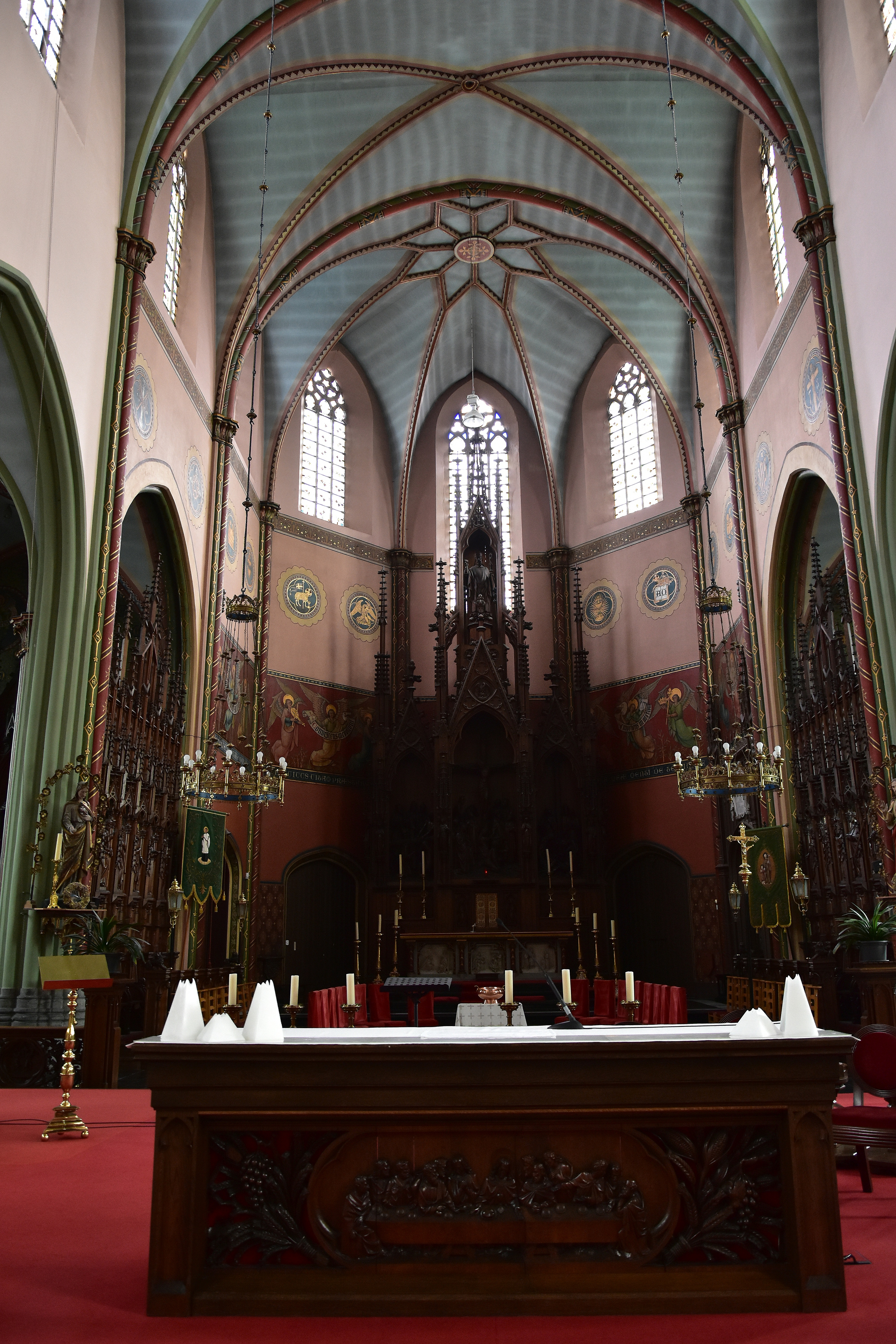
Het priesterkoor
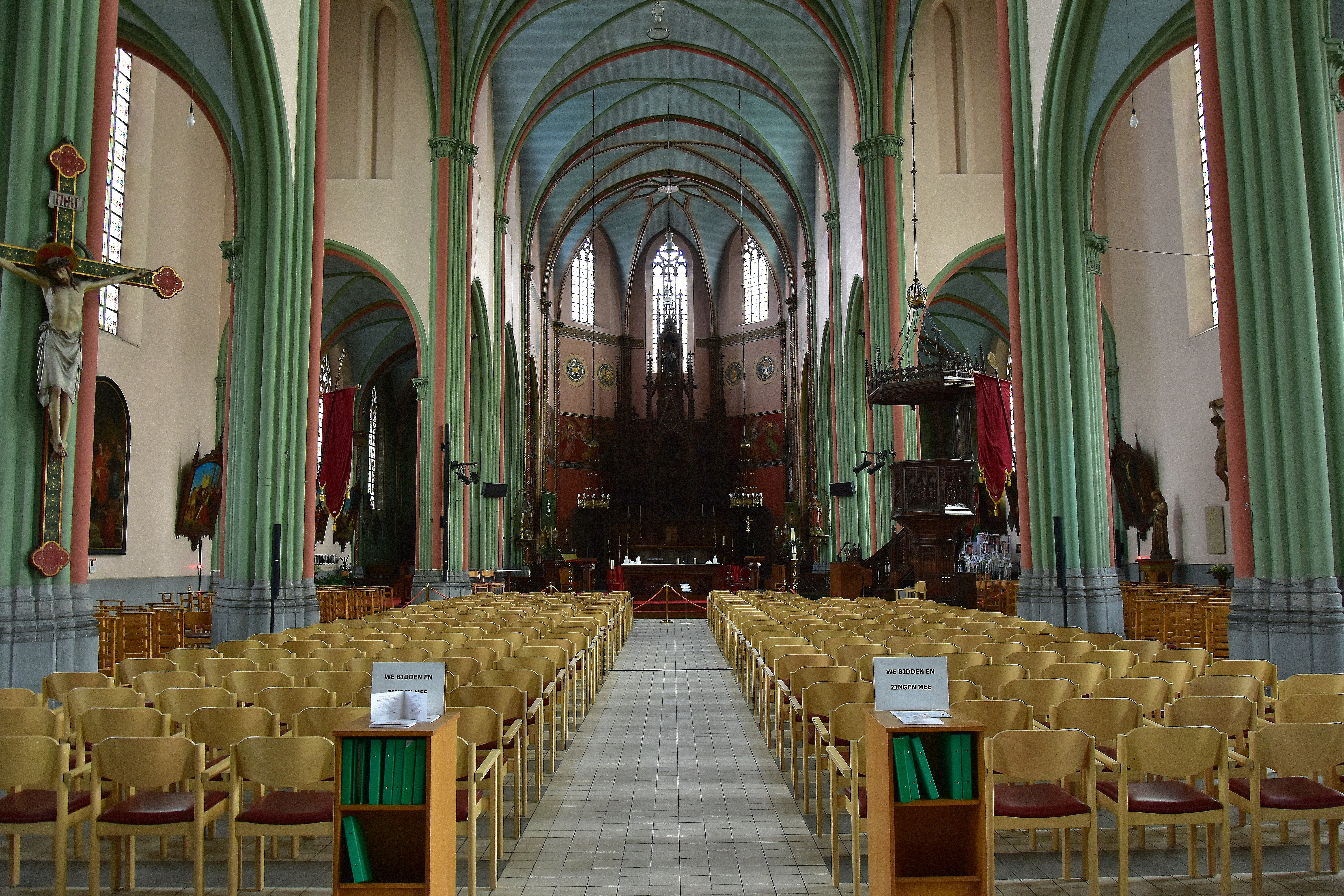
Het schip
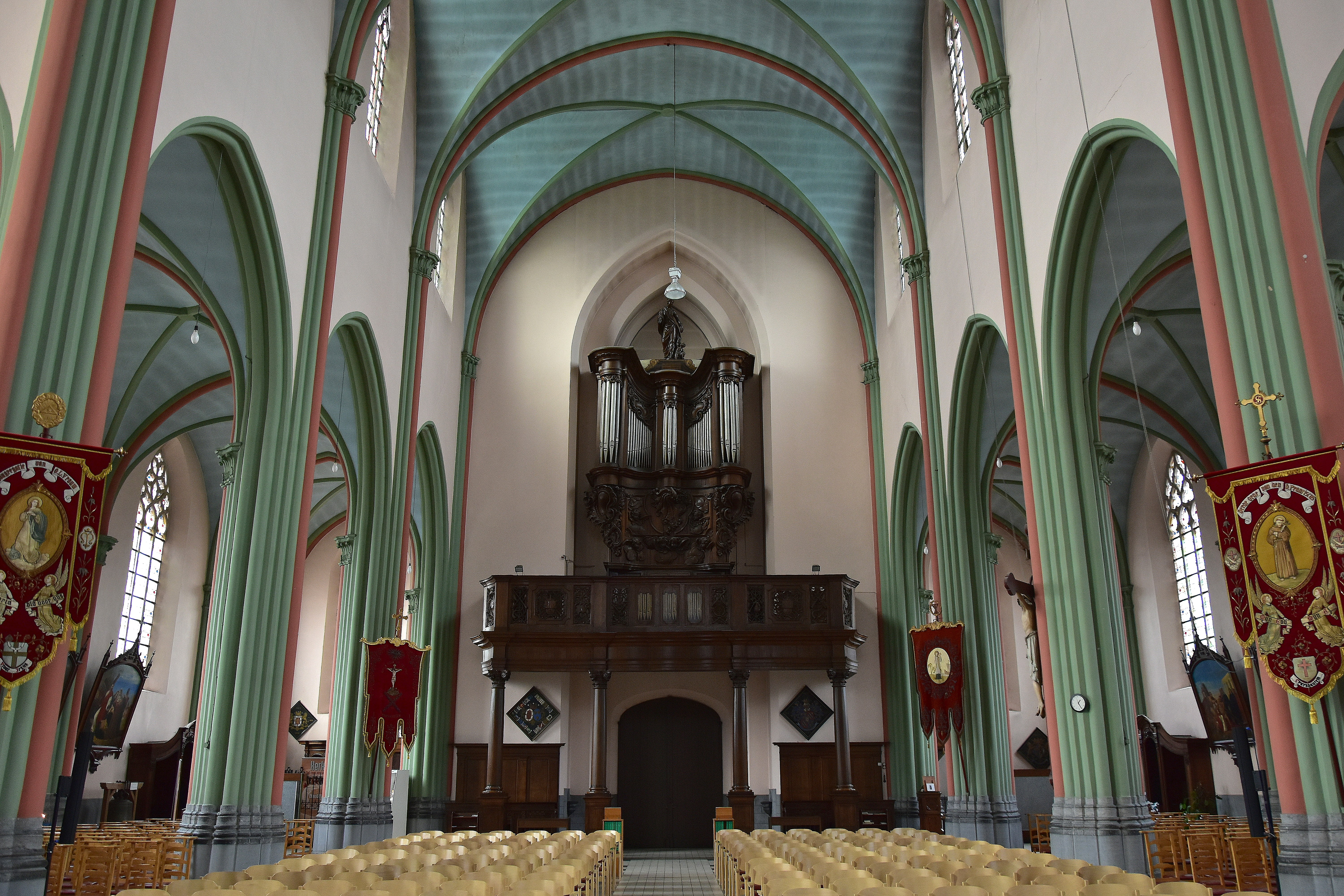
Achterzijde van het schip en het kerkorgel

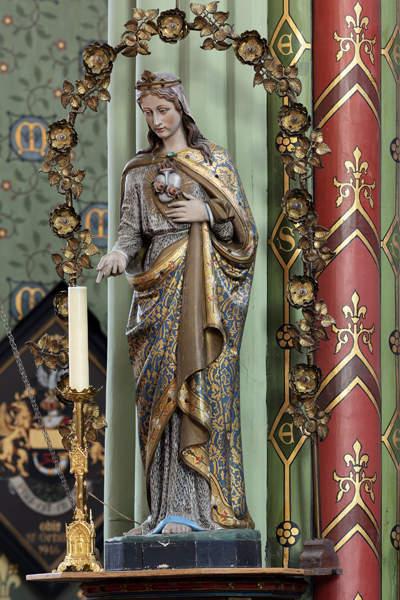
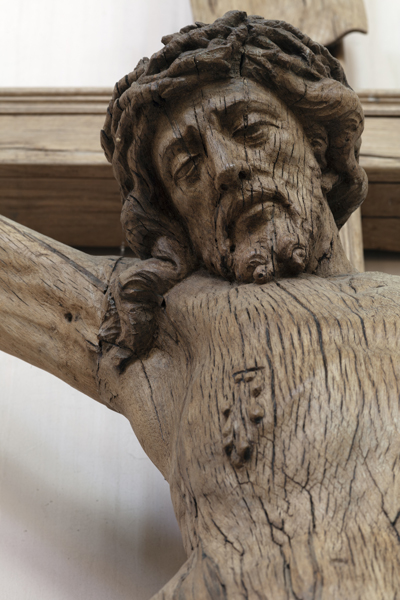
Kruisbeeld (17e eeuw)
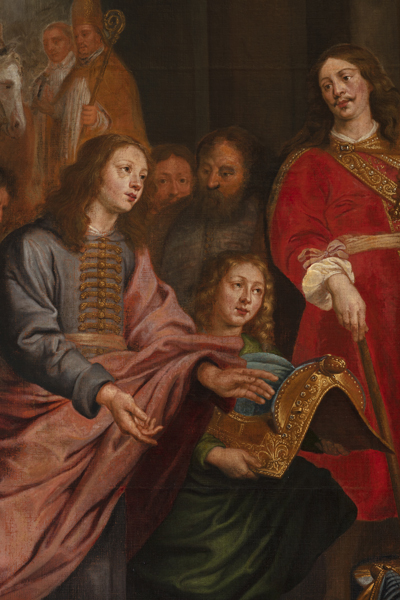
De eerlijkheid van de H. Eligius (Philippe Bernaerdt)